# Frédéric Lefèvre
Frédéric Lefèvre (* 7. Mai 1889 in Izé, Département Mayenne; † 11. September 1949 in Paris) war ein französischer Journalist, Schriftsteller, Literaturkritiker und Literarhistoriker.

## Leben und Werk
Lefèvre war – zusammen mit Maurice Martin du Gard und Jacques Guenne – Begründer und von 1922 bis zu seinem Tod Chefredakteur der literarischen Wochenzeitschrift Les Nouvelles Littéraires (von 1940 bis 1945 unterbrochen), in der seine Chronik Une heure avec …, die Niederschrift der Interviews mit (bis 1940) 387 berühmten französischen und außerfranzösischen Autoren, die Hauptleseattraktion darstellte (in Auswahl auch als Sammelschrift publiziert).
Es existiert eine Gesellschaft der Freunde von Frédéric Lefèvre, die seit 1998 eine Zeitschrift herausgibt: La Lettre des Amis de Frédéric Lefèvre. Lefèvre war in letzter Zeit Gegenstand einer Biographie und mehrerer wissenschaftlicher Kolloquien.

## Werke

### Beiträge zur Literaturwissenschaft
- La jeune poésie française. Hommes et tendances, Paris 1917
- Une Heure avec …, 6 Bde., Paris 1924–1933, Nantes/Laval 1996–1997
- Entretiens avec Paul Valéry, Paris 1926 (Vorwort von  Henri Bremond); Paul Valéry, Très au-dessus d’une pensée secrète. Entretiens avec Frédéric Lefèvre, hrsg. von Michel Jarrety, Paris 2006
- Georges Bernanos, Paris 1926
- Les sources de Claudel, Paris 1927
- Marcel Jousse. Une nouvelle psychologie du langage, Paris 1927
- (Hrsg.) Maurice Blondel, L’itinéraire philosophique, Paris 1928, 1966
- Entretiens sur J. K. Huysmans, Paris 1931
- L’Adhésion. Essais et portraits, Avignon 1941, 1943
- Mes amis et mes livres, Antwerpen 1947

### Romane und andere Werke
- Les matinées du Hêtre rouge, Paris 1929
- Samson, fils de Samson. Roman d’une famille de sorciers, Paris 1930, Laval 1993 (autobiographisch)
- Le sol. Roman, Paris 1932, Montmélian 2004
- L’Amour de vivre. Roman, Paris 1932
- La Difficulté d’être femme. Roman, Paris 1934
- Ce vagabond. Roman, Paris 1936
- Tentations, Paris 1937
- Le Jardin secret de Madame Dominois, Alger 1941
- Monsieur Maubenoît, philatéliste. Roman, Avignon 1941
- Le Terrible pouvoir. Aux trois écus. Roman, Avignon 1941
- Le Terrible pouvoir. Les Noces florentines, Avignon 1944*
- Orphée, Paris 1949